# بنفشه یعقوبی
بنفشه یعقوبی   فعال افغانستانی حقوق معلولیت است. او به عنوان یکی از  ۱۰۰ زن تاثیر گذار جهان توسط بی‌بی‌سی  در سال ۲۰۲۱  انتخاب شد.

## فعالیت‌ها
بنفشه یعقوبی نابینا به دنیا آمد و یک فعال حقوق معلولان شد. او ادبیات فارسی را در ایران آموخت و سپس دو مدرک لیسانس را در کابل گرفت و سپس در لوی سارنوالی مشغول به کار شد. او با همسرش مهدی سلامی که او نیز نابینا است، سازمان رهیاب را برای کمک و آموزش به نابینایان تأسیس کرد.
از سال ٢٠١٩ به بعد، یعقوبی کمیسر کمیسیون مستقل حقوق بشر افغانستان (AIHRC) بود تا اینکه در سال ٢٠٢١ پس از روی کار آمدن طالبان به همراه همسرش از افغانستان گریخت و به بریتانیا مهاجرت کرد. 
یعقوبی در سال ٢٠٢٠ نامزد کمیته حقوق افراد دارای معلولیت بود.